# Gasparia busa
Gasparia busa là một loài nhện trong họ Toxopidae.
Loài này thuộc chi Gasparia. Gasparia busa được miêu tả năm 1970 bởi Raymond Robert Forster.